# Île Nelsons
L'Île Legour, Île Nelsons ou Île Nelson est une petite île inhabitée du banc Great Chagos, de l'archipel des Chagos dans l'océan Indien. Bénéficiant du statut de réserve naturelle protégée, l'accès à l'île est strictement reservé.
L'île est administrée par le territoire britannique de l'océan Indien, un territoire britannique d'outre-mer, dont la souveraineté est contestée par la république de Maurice.

## Géographie
L'île est la plus au nord et la plus à l'est du banc Great Chagos, qui constitue la plus grande structure d'atoll de corail au monde. L'île voisine la plus proche est l'île Boddam dans les Îles Salomon des Chagos, à 35 km au nord-nord-ouest (NNO) de l'île Nelsons. L'île est à 17 km au sud sud-est (SSE) de l'atoll entièrement submergé du banc Victory.
L'île Nelsons constitue la seule structure récifale émergente de la frange nord du banc Great Chagos. L'île s'étend sur une ligne est-ouest, couvrant 1.6 km de longueur (1 mi) et 250 m (820 pieds) de large dans sa zone la plus étendue.
Sur le plan géologique, des images photographiques détaillées montrent des preuves d'un noyau de calcaire corallien recouvert de loam sablonneux.

## Histoire
La première découverte enregistrée de l'île a été faite en 1820 par Alexis Legour, né à Port Louis à Maurice, originaire d'Hénansal dans les Côtes-d'Armor, l'île s'est ainsi appelée initialement Île Legour du nom de son primo-découvreur,.
Il n'y a aucune trace d'une ancienne présence humaine sur l'île, même entre les XVIIe et XXe siècles, à l'époque où il y avait des plantations de noix de coco sur d'autres îles de l'archipel des Chagos.
Antoine Marrier baron d'Unienville, décrit en 1838 la découverte de l'Île Legour dans son essai Statistique de l'Ile Maurice et ses dépendances, Volumes 1 à 3,

« Cette île ou plutôt ces deux îlots chacun d'un mille de longueur sur deux tiers de largeur furent découverts le 26 juin 1820 par le sieur A Legour capitaine de la goélette la Vertu allant de l'île Maurice aux Peros Banhos. Ce même capitaine fut les visiter le 12 novembre suivant il reconnut que ce qu'il avait d'abord pris pour une seule île étaient deux petits îlots séparés par un petit bras de mer d'un 6 de mille environ de largeur. Il en détermina la position par 5,39 de latitude sud et 72,37 de longitude orientale et trouva qu'inabordables partout ailleurs que dans leur partie nord qui présente quelques anses de sable où l'on peut débarquer elles n'offrent aucune ressource ne s'y trouvant que l'espèce de liane nommée patate à Durand et quelques veloutiers dans la partie est. Cette île à laquelle le gouvernement a donné le nom de Legour par le môme acte du 20 décembre 1820 qui lui en a accordé la jouissance sert de retraite à des vaches marines et aux tortues qui paraissent y abonder. »

## Faune et flore
L'île Nelsons a été identifiée comme une zone importante pour la conservation des oiseaux par l'organisation Birdlife International, elle est légalement protégée en tant que réserve naturelle stricte - visiter l'île sans la permission écrite de l'administration du territoire britannique de l'océan Indien constitue une infraction.
Une expédition en 2018 a estimé que l'île abritait une population maximum de 3000 fous à pieds rouges, une population de fous bruns, une importante colonie de puffins fouquet, ainsi qu'environ 6500 couples nicheurs de noddis marianne.
Les oiseaux profitent du fait que l'île est exempte de rats. L'île a également une population de papillons Junonia villida .
En raison de son éloignement, l'île a toujours accueilli une population de tortues marines venues nicher.
L'île est unique dans l'archipel des Chagos car elle ne possède que deux espèces d'arbres, la noix de coco et le pisonia, présents apparemment de façon naturelle. L'île est par ailleurs couverte d'arbustes scaevola taccada et argusia.
L'un des principaux problèmes affectant la faune de l'île est l'accumulation importante de bouteilles en plastique et d'autres débris variés tels que les restes de filets de pêche, les chaussures ainsi que divers matériaux en plastique et en polystyrène emportés par les courants océaniques locaux, les vents et les tempêtes de mer. La présence de ces débris a été photographiée lors de la Catlin Seaview Survey en 2015,.